# Österreichischer Aero-Club
Der Österreichische Aero-Club (ÖAeC) ist der Fachverband für den gesamten nichtgewerblichen Luftsport in Österreich. Außerdem ist er als Zivilluftfahrtbehörde tätig und regelt in diesem Rahmen die Erteilung von diversen Fluglizenzen, Überwachung von Flugtechnik, uvm. Der ÖAeC ist Mitglied der Fédération Aéronautique Internationale (FAI). Außerdem vergibt der ÖAeC auch Sportlizenzen die für die Teilnahme an Wettkämpfen erforderlich sind.

## Geschichte

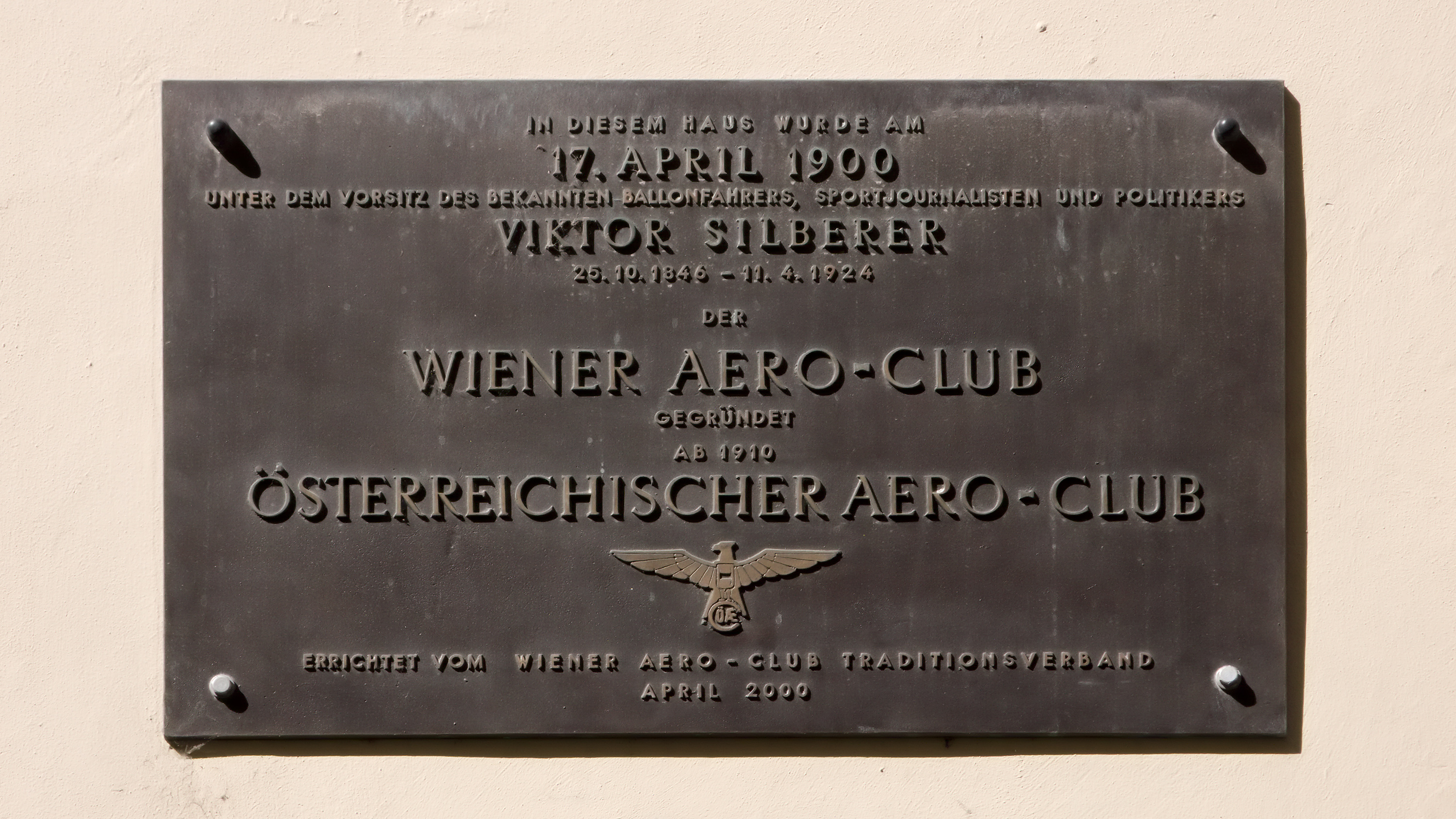
Gedenktafel für Viktor Silberer und die Gründung des Wiener Aero-Clubs und des Österreichischen Aero-Clubs

Der Verband wurde am 17. April 1900 im St. Annahof in Wien unter der Leitung von Viktor Silberer und Franz Hinterstoisser als „Wiener Aero-Club“ gegründet, Ende April wurden die Statuten veröffentlicht (Allgemeine Sport-Zeitung vom 28. April 1900, Seite 400). Die ordentliche Generalversammlung im Dezember 1900 konnte nicht stattfinden, da zu viele Mitglieder von Wien abwesend waren, wodurch in diesem Jahr der Club auch nicht ordnungsgemäß bei den Behörden angemeldet werden konnte. Dies wurde schließlich am 12. März 1901 nachgeholt und der Verein schließlich ordnungsgemäß am 2. August 1901 ins Vereinsregister eingetragen.
Der Name wurde 1910 in „Österreichischer Aero-Club“ umgeändert. 1928 wurde Walther Pessl Präsident.
Am 30. Juli 1950 wurde der Verein mit Bewilligung der Alliierten neu gegründet. Der neue ÖAeC wählte Feldpilot Major a. D. Ferdinand Cavallar von Grabensprung als ersten Präsidenten der Nachkriegszeit.
Seit der Saison 2007 wird die Österreichische Streckenflug Staatsmeisterschaft (ÖSSM) im Paragleiten und Hängegleiten in jeweils mehreren Wertungskategorien dezentral über die Plattform des XContest ausgetragen. Seit der Saison 2012 gelten diese Flüge auch automatisch für den von der FAI, im Speziellen der Internationalen Hängegleiter- und Gleitschirmflug-Kommission (CIVL), veranstalteten World XC Online Contest (WXC), wenn der Pilot eine gültige FAI-Sportlizenz und CIVL-ID in seinem Profil eingetragen hat.
Der Rekordsprung aus der Stratosphäre von Felix Baumgartner im Oktober 2012 wurde durch den ÖAeC bestätigt.

## Sektionen und Landesverbände
| Sektion           | Mitglieder |
| ----------------- | ---------- |
| Modellflug a      | 11.711     |
| Paragleiten       | 3.577      |
| Motorflug         | 2.636      |
| Segelflug         | 2.497      |
| Fallschirm        | 1.041      |
| Hängegleiten      | 482        |
| Ultraleicht       | 329        |
| Ballonfahren      | 124        |
| Selbstbauflugzeug | 75         |
| First Person View | 105        |
| Helikopter        | 56         |

Geografisch ist der Aero-Club in 9 Landesverbände gegliedert. Ein Beispiel: Der Österreichische Aero-Club, Landesverband Kärnten wurde 1958 aus dem Flugsportverband Kärnten gegründet. Er weist 55 Vereine mit acht Flugplätzen in Kärnten und 1500 Mitglieder (Personen) auf, Präsident des Landesverbands ist Martin Huber – Stand Oktober 2024.

## Zivilluftfahrtbehörde
Die Aufgaben der Regelung für Ausbildung und Prüfung für Piloten für Ultraleichtluftfahrzeuge, Segelflieger, Fallschirmspringer, Freiballonfahrer, Hängegleiter, Paragleiter, motorisierte Hänge- und Paragleiter wurden per Verordnung des Bundesministerium für Wissenschaft und Verkehr an den Österreichischen Aero-Club übertragen. Dieser ist damit eine Zivilluftfahrtbehörde erster Instanz. Die hierfür aufgestellte Kommission für Flugsport Allgemeine-Luftfahrt Administration (FAA) ist vom Sportverband örtlich und organisatorisch getrennt. Aufsicht über die Tätigkeit als Zivilluftbehörde hat das Bundesministerium für Verkehr, Innovation und Technologie.